# 통제영학당
통제영학당(統制營學堂, Korean Imperial Navy Academy)은 1893년 고종이 설립한 한국 최초의 근대적인 해군사관학교이다. 통제영학당이란 경상남도 통영에 위치한 조선 수군의 최고 지휘기구인 통제영(統制營) 산하의 학당(學堂)이라는 뜻이다. 총제영학당(總制營學堂) 또는 조선수사해방학당(朝鮮水師海防學堂)이라고도 한다. 사관생도 50명과 수병 300명을 모집하고, 영국 해군 대위인 윌리엄 콜웰(William H. Callwell)과 하사관 제임스 커티스(James Curtis)를 교관으로 초빙하여, 영어, 군사학, 항해학, 포술학 등을 가르쳤다. 위치는 인천광역시 강화도 갑곶진 근처였다. 이듬해 동학농민운동과 청일전쟁이 발발하고, 전쟁에서 승리한 일본이 조선 정부에 압력을 행사하여 폐교되었다.

## 역사

### 설립
19세기 말 조선 고종은 근대식 군대를 양성할 목적으로 신식군대인 별기군을 창설하고 연무공원을 설치하는 등 다양한 노력을 기울였다. 고종은 왕실의 비자금으로 증기선을 구입하기 위해 영국, 독일, 일본 등과 여러 차례 교섭을 벌이기도 했다. 유길준, 박영효 등의 개화사상가들은 "개항장에 수영(水營)을 설치하고 외국 교관을 초빙하여 군사를 철저히 훈련시켜야만 바다를 견고히 막을 수 있다"고 상소를 올렸다. 이러한 시대적 배경에서 한국 최초의 근대식 해군사관학교인 통제영학당이 설립되었다.
1893년 2월 고종은 기존의 수군편제를 근대식 해군체제로 개편하고, 청주에 있던 통어영을 남양으로 옮겼다. 뒤이어 3월 22일 해군사관 및 하사관 양성을 위한 근대적 사관학교인 통제영학당 설립에 관한 칙령을 공포했다. 같은 해 5월 군사적 요충지인 인천 강화도 갑곶나루 근처에 학교 건물을 새로 짓기 시작했다. 설립 예산 1,000원은 청나라에서 빌려온 차관으로 조달했다. 마침내 1893년 10월 사관생도 50명과 수병 300명을 모집하여, 통제영학당이 정식 개교했다.

### 운영
통제영학당의 교관은 영국의 해군 장교인 윌리엄 콜웰(William H. Callwell)과 하사관 제임스 커티스(James Curtis)였다. 교육 과목으로는 영어, 군사학, 항해학, 포술학 등이 있었다. 콜웰은 40대 후반의 영국 대위로서 군사학과 항해학을 가르쳤고, 커티스는 포술학을 담당했다. 통제영학당의 생도는 18세에서 26세까지의 양반 자제들로 구성되었다. 당시 교관들은 교육생에 대해 "그들은 상당히 총명해 보였고, 교련도 아주 빠르게 향상되었다"고 평가했다. 영국인 교관들은 오늘날 인천광역시 강화도 관청리 250번지에 관사를 짓고 살았는데, 당시의 한옥 건물이 지금도 보존되어 있다.
통제영학당이 설립되어 근대적 해군 장교를 양성하는 교육이 시작되자 일본은 이를 경계하여 정탐 보고서를 작성했다. 1894년 3월 일본의 해군 대위 미나미 요시요야(南義親)는 강화도 해군관청과 통제영학당을 시찰하고 첩보 문서를 작성하여 일본에 보고했다. 보고서에는 통제영학당의 규모, 위치, 생도 교육 등 상세한 내용이 포함되었다. 보고서에 따르면, 통제영학당은 한옥 1동과 민가 2동으로 구성되어 있었는데, 본관 구역은 교사당(敎師堂)과 생도 기숙사로 구성되어 있고, 언덕 위에는 갑호 생도의 기숙사와 영어를 가르친 영경교당(英經敎堂)이 있었다고 한다. (미나미 요시요야의 첩보 문서는 현재 일본 방위성 사료관에 보관되어 있다.)

### 폐교
통제영학당 설립 이듬해인 1894년 2월 동학농민운동과 7월 청일전쟁이 발발하여 교육이 순조롭게 이루어지지 못하였다. 청일전쟁에서 승리한 일본은 조선 정부에 압력을 행사하여 영국 교관들의 해고를 요청했다. 뒤이어 일본은 조선의 고위관리들로 하여금 통제영학당을 해체하도록 하여, 결국 11월 폐교되었다. 사관 후보생 중 일부는 영어 교사였던 윌리엄 듀플론 허치슨(W. du Flon Hutchison)을 따라 한성영어학교로 옮겨갔고, 나머지 대부분의 생도들은 육군으로 옮겨갔다. 1896년 5월 영국군 교관들이 영국으로 귀국하면서, 최초의 근대적 해군사관학교였던 통제영학당은 역사 속으로 사라지고 말았다.

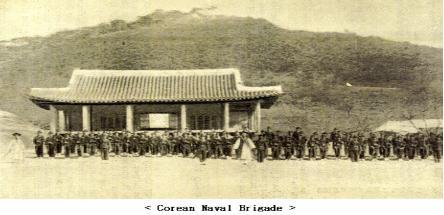
통제영학당 건물 사진 - 영국 옥스퍼드 대학교 도서관 소장
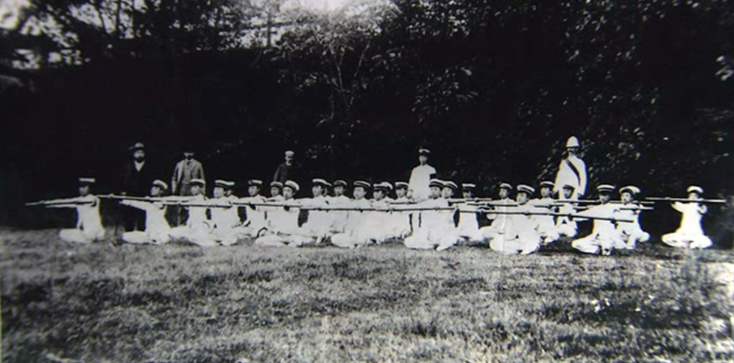
통제영학당의 훈련 모습 (1894년). 뒷줄 왼쪽부터 영어 교사 허치슨, 영국 총영사 힐러, 커티스 하사, 조선 장교, 콜웰 대위
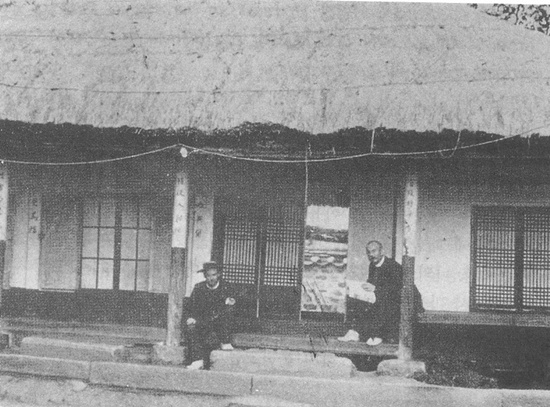
교관 콜웰과 커티스가 살았던 관사. (1894년)
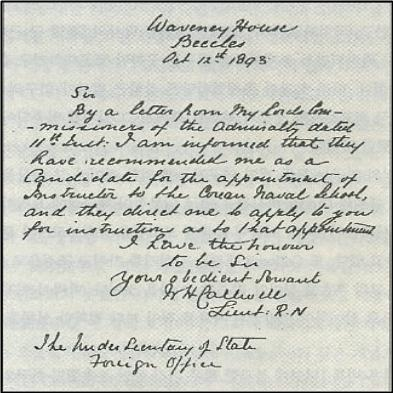
1893.10.12. 콜웰 대위의 교관 취임 수락 편지
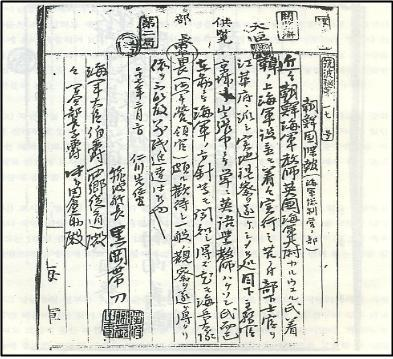
1894년 3월 일본의 해군 대위 미나미 요시요야(南義親)가 통제영학당을 정탐하고 보고한 첩보 문서 - 일본 방위성 사료관에 보관 중

## 기념물
1987년 해군사관학교 장학근 교수가 "조선시대 해양방어사연구"라는 논문에서 그동안 잊혀졌던 통제영학당에 대해 서술했다. 뒤이어 한국해양대학교 김재승 교수가 통제영학당에 관련된 외국의 사료들을 찾아서 그 존재를 입증했다.
1999년 6월 대한민국 해군은 인천광역시 강화군청에 통제영학당 터를 문화재로 지정해 줄 것을 요청하였다. 2001년 4월 2일 인천광역시는 통제영학당이 있었던 자리인 강화 통제영학당지(江華統制營學堂址)를 인천기념물 제49호로 지정하였다. 위치는 구 강화대교와 신 강화대교 사이에 있다. 학교 건물은 사라지고 터만 남아 있으며, 영국인 교관들이 거주했던 한옥이 있다. 통제영학당지의 면적은 6,381m2이다.
2009년 4월 13일 대한민국 해군참모총장은 통제영학당 옛터에 표지석을 세웠다.

〈개화〉와 〈쇄국〉의 혼란스런 시대 상황을 겪으며

오로지 조국의 바다를 지킬 구국의 인재를 양성하고자

최초의 근대식 해군사관학교인 〈통제영학당〉이

이터에 뿌리내렸다.

바야흐로 빛나는 대한민국해군의 정체성을 확립하고

자긍심을 고취하고자 여기 표지석을 세운다.

              2009년 4월 13일

          대한민국 해군참모총장

뒤이어 4월 29일에는 최윤희 해군사관학교 교장 등 약 120명의 해군과 해병대 장병 및 학회 관계자들이 참석한 가운데 표지석 제막식을 거행했다. 대한민국 해군은 당시 사진, 기록 등 국내외 자료를 취합한 후 관계기관 및 학회와 협조하여 통제영학당 건물 복원을 추진하겠다고 밝혔다.

## 같이 보기
- 해군사관학교 (대한민국)
- 고종 (조선)